# Gazteleku

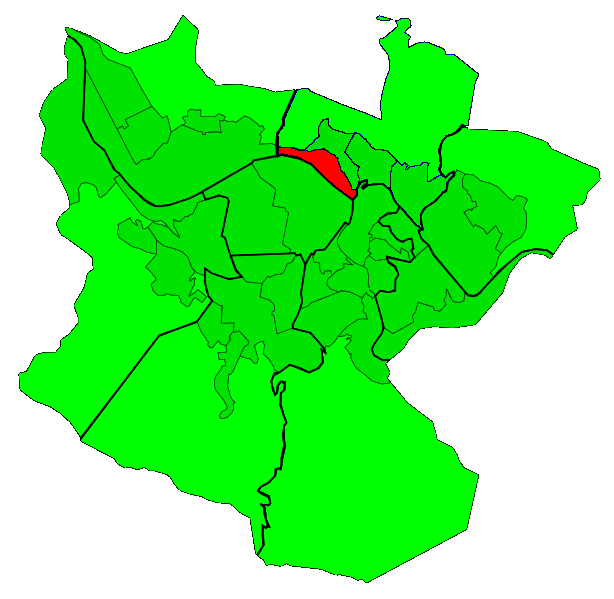
Ubicació de Gazteleku

Gazteleku (en castellà Castaños) és un barri de Bilbao dins el districte d'Uribarri, al marge dret del Nervión. Està delimitat a l'oest per la Passarel·la Pedro Arrupe (enfront de la Universitat de Deusto), al sud per la Ria de Bilbao (ria del Nervión), al nord pel Carrer Artasamina que el separa del barri de Lorategi-hiri i a l'est pel Carrer de Tívoli. Té una població de 6.246 habitants i una superfície de 0,25 quilòmetres quadrats.
El barri es va desenvolupar al segle xix, en aquella època Bilbao era només el Zazpikaleak (Casco Viejo), i nombroses famílies de la burgesia bilbaïna van decidir establir-se en aquesta zona.
El barri de Gazteleku s'articula entorn del Passeig Campo de Volantín, al llarg de la Ria, on va haver-hi nombrosos palauets que amb el pas dels anys, com va ocórrer també al barri d'Indautxu, van ser derrocats per construir blocs de pisos. Un dels pocs que encara es conserven és el de la família Olabarri (conegut com a Edifici d'Obres del Port), situat al costat de la plaça de la Salve que constitueix des de 1953 l'oficina principal de l'Administració Portuària de Bilbao.

## Edificis d'interès
- Funicular d'Artxanda: construït en 1915, uneix el muntanya Artxanda (Carretera Artxanda-Santo Domingo) a la Plaça del Funicular en el cor del barri.
- Passarel·la Zubizuri o Passarel·la de Calatrava: dissenyada per l'arquitecte Santiago Calatrava, uneix Gazteleku amb l'Eixample bilbaí.
- Pont Prínceps d'Espanya (més conegut com a Pont de la Salve): construït a 23,5 m d'altura per no impedir el pas dels vaixells, aquest pont permet que vehicles i vianants franquegin la ria des de l'Avinguda Maurice Ravel/Túnels d'Artxanda per aconseguir l'Alalameda Rekalde (que continua cap a la Plaça Moyua i l'Alameda Mazarredo, contigua al Museu Guggenheim Bilbao.

## Transport
- Bilbobus: Línies que passen pel barri:

| Línia | Recorregut             | Freqüència (minuts)                   |
| ----- | ---------------------- | ------------------------------------- |
| 22    | Sarrikue - Atxuri      | 15´ (cada 12´ de 12:30 a 15:00 hores) |
| 26    | Uribarri - Termibús    | 14´                                   |
| 71    | Miribilla - San Inazio | 15´                                   |
| 72    | Larraskitu - Gazteleku | 12´                                   |